# Hứa Thận
Hứa Thận (tiếng Trung phồn thể: 許慎, giản thể: 许慎; khoảng 58-147) là một nhà ngôn ngữ học Trung Quốc, tác giả của Thuyết văn giải tự (說文解字), cuốn từ điển từ nguyên chữ Hán đầu tiên, cũng là cuốn từ điển đầu tiên sắp xếp các chữ Hán theo bộ thủ. Bộ từ điển này có hơn 9.000 mục tự với 540 bộ thủ (部首), giải thích nguồn gốc các chữ Hán căn cứ chủ yếu trên cơ sở nghiên cứu chữ triện ban đầu. Hứa Thận đã hoàn thành bộ từ điển này vào năm 100 Công nguyên nhưng vì lý do chính trị, ông phải đợi đến năm 121 mới giới thiệu bộ từ điển hoàn chỉnh cho Hán An Đế.
Hứa Thận sống vào thời nhà Đông Hán ở Yển Thành (郾城) thuộc Tháp Hà (漯河) ở tỉnh Hà Nam ngày nay. Ông là một nhà học giả chuyên nghiên cứu Ngũ Kinh và đã viết Ngũ Kinh Dị Nghĩa (五經異義). Dù bản gốc của bản này đã bị thất bản vào thời nhà Đường nhưng học giả Trần Thọ Kỳ (陳壽棋, 1771–1834) thời nhà Thanh đã tái phục hồi một số đoạn của tác phẩm này.